# Венская партия
Ве́нская па́ртия — шахматный дебют, начинающийся ходами 
 1. e2-e4 e7-e5 
 2. Kb1-c3.
Относится к открытым началам.

## История
Дебют разработан в XIX столетии шахматистами Вены во главе с мастером Гампе. Основная идея — это, защитив пешку «е4» и пункт «d5», атаковать центр ходом f2-f4. Однако, проводя тематический контрудар d7-d5, чёрные достигают хорошей позиции. Это обстоятельство привело к тому, что в современной турнирной практике венская партия встречается редко. С успехом применяли этот дебют за белых Рудольф Шпильман, Бент Ларсен и Михаил Цейтлин. В настоящее время данный дебют в гроссмейстерских турнирах встречается редко.

## Основные варианты
После 2. Kb1-c3 чёрные имеют два основных продолжения:
- 2. … Kg8-f6 — наиболее распространено. Теперь белые стоят перед выбором:
  - 3. f2-f4 — переводя игру на схемы в духе королевского гамбита
  - 3. Cf1-с4 — стремясь получить позиции в духе дебюта слона. На тематический удар 3. … Kf6:e4 с идеей на 4.Kc3:e4 ответить 4. … d7-d5, лучше продолжать не 4. Сс4:f7+ Kpe8:f7 5. Kc3:e4 d7-d5, что ведёт к преимуществу чёрных, а 4. Фd1-h5 Ке4-d6 5. Cc4-b3 Кb8-c6 6. Kc3-b5 g7-g6 7. Фh5-f3 f7-f5 8. Фf3-d5 Фd8-e7 9. Kb5:c7+ Kpe8-d8 10. Kc7:a8 b7-b6.
  - 3. g2-g3, d7-d5 — переводя игру в позиционное русло.
  - 4. Cf1-g2, Kb8-c6
- 2. … Kb8-c6 — менее активный, а потому и редко встречающийся ход.

Белые могут перейти к дебюту четырёх коней, сыграв 3.Kg1-f3.